# Venez donc prendre le café chez nous
Venez donc prendre le café chez nous (Venga a prendere il caffè da noi) est un film italien, réalisé par Alberto Lattuada, sorti en 1970.

## Synopsis
Paronzini, un fonctionnaire d'âge mûr, vient d'être nommé chef de bureau dans une ville de l'Italie du nord, proche de la frontière suisse. Arriviste et prétentieux, il recherche un plan idéal pour contracter un mariage avantageux. Il le trouve grâce à trois vieilles filles, enrichies par l'héritage de leur père décédé. Invité à boire le café dans leur confortable villa, Paronzini épouse Fortunata, mais il est bientôt contraint de les satisfaire toutes les trois... Harassé, il finira ses jours sur une chaise roulante poussée par les trois sœurs... 

## Fiche technique
- Titre original : Venga a prendere il caffè da noi
- Titre français : Venez donc prendre le café chez nous
- Réalisation : Alberto Lattuada
- Scénario : A. Lattuada, Tullio Kezich, Adriano Baracco et Piero Chiara d'après son roman La spartizione (Le Trigame, en version française)
- Photographie : Lamberto Caimi, eastmancolor
- Musique : Fred Bongusto
- Décors : Vincenzo Del Prato
- Costumes : Dario Cecchi
- Montage : Sergio Montanari
- Production : Maurizio Lodi-Fè, pour Mars Film
- Tournage à Luino près de Varèse (Lombardie)
- Durée : 98 minutes
- Pays d'origine :  Italie
- Année de réalisation : 1970
- Distribution en Italie : 22 septembre 1970
- Genre : Comédie
- Dates de sortie :
  - Italie : 20 septembre 1970 (à Saint Vincent, en avant-première) ; 1er octobre 1970 (sortie nationale)
  - Argentine : 20 mai 1971
  - France : 9 juillet 1971
- Affiche : Clément Hurel (France)

## Distribution artistique
- Ugo Tognazzi : Emerenziano Paronzini
- Angela Goodwin : Fortunata Tettamanzi
- Francesca Romana Coluzzi : Tersilla Tettamanzi
- Milena Vukotic : Camilla Tettamanzi
- Checco Durante : Tettamanzi
- Piero Chiara : Pozzi
- Jean-Jacques Fourgeaud : Paolino
- Valentine : Caterina
- Antonio Piovanelli : Don Casimiro

## Commentaire
À partir d'un scénario aux allures de vaudeville, sans cesse guetté par la vulgarité, Alberto Lattuada maintient l'intérêt, observe Freddy Buache, grâce à une « vivacité de rythme et une remarquable justesse de touche ». Le critique suisse note que si l'on remarque, ici ou là, des « traits d'une méchanceté ricanante » proches d'un Chabrol, l'art de Lattuada « demeure continuellement au niveau de l'humour léger ». En outre, « Ugo Tognazzi en pleine forme multiplie les inventions pour ne jamais se laisser figer dans la facile caricature ». Freddy Buache perçoit donc, à travers Venez donc prendre le café chez nous, une « nouvelle réussite de la comédie italienne dans la riche tradition qui va de Germi (Divorce à l'italienne) ou Ferreri (Le Lit conjugal) avec Tognazzi précisément) à Drame de la jalousie d'Ettore Scola ou à l'excellent ouvrage du comédien Nino Manfredi, Miracle à l'italienne ». 